# Sainte-Croix-Volvestre
Sainte-Croix-Volvestre es una comuna francesa situada en el departamento de Ariège, en la región de Occitania.

## Demografía
| 533 | 502 | 512 | 520 | 585 | 611 | 652 |
| Para los censos de 1962 a 1999 la población legal corresponde a la población sin duplicidades (Fuente: INSEE [Consultar]) |     |     |     |     |     |     |